# Ureterolitotrissia
L'ureterolitotrissia  spesso abbreviata con l'acronimo ULT, è una metodica di chirurgia endoscopica mediante la quale avviene la frantumazione di calcoli delle vie urinarie. Diverse fonti di energia possono essere utilizzate per ottenere frammenti di calcoli eliminabili o rimovibili mediante apposite pinze o cestelli. Gli ultrasuoni e l'holmium YAG laser sono quelle più utilizzabili ed efficaci.
La metodica eseguita in anestesia generale prevede l'inserimento di uno strumento rigido o flessibile (l'ureteroscopio) attraverso l'uretra, la vescica e quindi l'uretere.